# Византијска архитектура
Византијска архитектура је настала на подручју које се налази на територији Источног римског царства (Византија) и везана је за Цариград и ако нема тачне демаркационе линије њеног одељивања од хришћанске уметности може се сматрати да је настала у почетку 5. века. Овај назив користе модерни историчари приликом означавања средњовековног римског царства, које се развило као препознатљиви културни и умјетнички ентитет са средиштем у Константинопољу новом средишту царства након Рима. Као и код Византијске уметности, рана византијска архитектура је била само наставак традиције римске архитектуре, те због тога историчари уметности нису били у стању да успоставе оштру линију њиховог  архитектонског стилског раздвајања. Током више од 11 векова постојања, Византијско царство (које је обједињавало богату грчко-римску традицију) је имало огроман утицај на европску и блискоисточну архитектуру, те је на тај начин било главна основа за каснији развој ренесансне и османлијске архитектонске традиције. Ово доба архитектуре може се грубо поделити у три фазе: рана, средња и касна (комненска и палеолошка) епоха.

## Рановизантијска архитектура
Ранохришћанска и византијска архитектура Византијске цркве у основи имају облик крста код кога су сви краци једнаке дужине. Простор у средини крста као и сва четири бочна простора пресвођавају се куполама. Груписање полукупола око централне куполе је карактеристично за ову архитектуру. Применом пандантифа остварено је прелажење са квадратне основе у приземљу на кружну основу куполе. Са конструктивне тачке гледишта пандантифима је омогућено да се избегну масивни бочни зидови пошто се оптерећење од куполе преноси на опорце у угловима квадратне основе. На тај начин квадратна основа се може са свих страна отворити луковима чиме се редукују бочне зидне површине и омогућава природно осветљење. Код грађења купола византијски грађевинари су увек примењивали лаке грађевинске материјале као што је шупља опека, или ливени зидови са агрегатом од пловућца. Грандиозно достигнуће, како у спољном обликовању тако и формирању унутрашњег простора византијским засвођавањем, остварено је црквом Св. Софије у Цариграду.
После рановизантијског периода, архитектура Византије тежи да развије јединствен план централног типа са куполом која симболизује васељену. Грађевине централног плана су најчешће у облику крста, слободно развијеног или уписаног крста.
Из архитектуре хришћанског истока - Византије усавршен је облик уписаног крста, који се јавља у више варијанти:
1. Развијени уписани крст(са једном или пет купола),
2. Сажети уписани крст са једном куполом,
3. Развијени уписани крст са обимним бродом(једна или пет купола),
4. Уписани крст са суженим крацима,
5. Комбиновани са елементима уписаног крста.

Поред тога граде се и мање цркве са планом слободног крста. 
Најутицајније су биле Цариградска и Грчка школа.
Најзначајнији споменици ране византијске архитектуре и уметности се налазе у Цариграду — Константинопољу, широм Византијског царства, италијанској Равенни која је 402. г. била престоницом Римског царства, а за време цара Јустинијана ту је седиште византијске власти у Италији (535. г.). Црква Сан Витале у Равенни (526.-547. г.) има основу осмоугаоника изнад чијег средишњег дела је купола. Средишњи брод компликовано је повезан с бочним бродом и то низом полукружних ниша. Црква овакве основе са куполом преовладава у православљу све од Јустинијана, као што на Западу преовладава базиликални тип цркве.
Црква Аја Софија (532.-537.) у Цариграду је најпознатија грађевина Византијске уметности. Основа је комбинација уздужне базилике и централног типа са куполом у средини. Тада највећу куполу на свету подупиру две полу-куполе и сферни (кружни) троуглови звани пандатифи. Купола је прошарана прозорима и свјетлуцавим мозаицима па се чини као да је без тежине. Споља је волумен затворен равним геометријским површинама, док је изнутра зид потпуно дематеријализован мермерним оплатама и мозаицима који му дају сликарски карактер.
У каснијим раздобљима византијске архитектуре јавља се неколико типова цркава, смањују се велики јединствени простори (који су доминирали у златном добу), а спољашња обрада волумена добија на важности где се јављају и орнаментални украси од опеке (нпр. Црква св. Луке у Фокиди, Грчка, манастири Свете горе, Манастир Светог Ђорђа у Старом Нагоричану који је задужбина краља Милутина или св. Пантелејмон код Скопља, Македонија).
Једини очувани рановизантијски споменик у Хрватској је тробродна Еуфразијана|Еуфразијева базилика у Поречу из 5. века, са мозаицима из 6. века.

## Позновизантијска архитектура
Почетком 10. века потпуно ће се оформити типична грађевина Византије, то је црква у основи уписаног крста (истокраког) у основу квадрата. Куполе ће повећати свој тамбур (доњи оквир куполе) и на том високом тамбуру отворити ће се многи прозори и тако обасјати ту грађевину грађену потпуно без прозора на зиду.
Такав тип цркве је и црква Св. Марко у Венецији (1063), иако није била под влашћу Византије, била је под директним уметничким утицајем. Она има основу грчког уписаног крста у основу квадрата и куполе изнад средишњег квадрата и сваког крака крста - одлике византске градње. Венецијанске куполе немају тамбур него су обложене дрвеним крововима. Унутрашњост је врло пространа и украшена мозаицима.
У 13. веку Цариград пада у руке крсташа и формира се латинско царство, што доводи до интензивнијег развоја уметничке делатности на периферији Византије као што је Македонија, Србија и Русија. У Србији настају цркве „Рашке школе“ у којој се осјете утицаји романике. Док Црква Манастира Грачанице на Косову (1315. год.) због своје висине подсјећа на готичку грађевину. Она има предулаз спојен с централним простором квадратне основе (уписан грчки крст) који је споља наглашен ступњевањем четири мање куполе из којих се у средини издваја пета – највиша и највећа. Сјајан ритам нижих и виших тела која скоро не излазе из квадратне основе.

## Галерија
- Црква Св. Ирине, Цариград
- Црква Св. Теодора, Атина
- Црква Аја Софија, Никеја
- Црква Св. Мудрости, Солун
- Манастир Зограф, Гора Атос
- Београдска порта /Друга војна врата(Константинопољска тврђава)
- Црква Богородица Љевишка, Призрен
- Манастир Грачаница
- Пећка патријаршија
- Манастир Ватопед, Гора Атос
- Манастир Велика Лавра, Гора Атос
- Сан Витале у Равени, 526.-547.
- Црква Св. Спас, Призрен
- Храм Светог Саве, Београд
- Црква Светог Марка у Београду